# Albula oligolepis
Albula oligolepis е вид лъчеперка от семейство Albulidae.

## Разпространение
Видът е разпространен в Австралия, Бангладеш, Джибути, Еритрея, Йемен, Индия (Андамански и Никобарски острови), Индонезия, Иран, Кения, Мавриций, Малайзия, Мианмар, Мозамбик, Оман, Пакистан, Реюнион, Сейшели, Сомалия, Тайланд, Танзания, Шри Ланка и Южна Африка.

## Описание
На дължина достигат до 35,4 cm.